# Ephedrus tanycoleosus
Ephedrus tanycoleosus är en stekelart som beskrevs av Chen 2001. Ephedrus tanycoleosus ingår i släktet Ephedrus och familjen bracksteklar. Inga underarter finns listade i Catalogue of Life.